# La dama vestida d'ermini (El Greco)
La dama vestida d'ermini o, millor expressat, el Retrat d'una dama abillada amb ermini és una obra tradicionalment atribuïda a El Greco, però l'autoria de la qual és discutible. Algunes investigacions, com per exemple les de Carmen Bernis Madrazo o les de María Kusche l'atribueixen a la pintora Sofonisba Anguissola. L'any 1901 Aureliano de Beruete va atribuir aquesta obra al Tintoretto, atribució en la qual discrepa Manuel B. Cossío, qui remarca la circumspecció i la introspecció d'aquesta dama, que contrasta amb l'exuberància dels extravertits retrats femenins del Tintoretto.
Tanmateix, altres crítics tan exigents com Harold Wethey, no tenen dubtes en la seva atribució al mestre cretenc. Aquest autor dona a aquest retrat el número 148 en el seu catàleg raonat d'obres d'El Greco.

## Temàtica de l'obra
A l'anell vermell sembla haver-hi pintada en color blanc la lletra grega gamma, la qual cosa insinuaria que el personatge retratat fos Jerónima (o Gerónima) de las Cuevas, amant, possible esposa d'El Greco, i mare del seu únic fill, Jorge Manuel Theotocópuli. En realitat, aquesta suposada lletra sembla un simple reflex, i El Greco no va utilitzar mai aquest recurs en les seves obres conegudes. Elías Tormo va suggerir que el personatge retratat era la princesa Caterina Micaela, però l'aspecte del personatge no sembla el d'una Infanta d'Espanya, ni tampoc el d'una dama de la familia reial.
La peça de tela que porta la dama al cap, cal considerar-la una caputxa més que una lligadura, en tant li cobreix no solament part del cap sinó també el mentó i el coll.

## Anàlisi de l'obra
No està signat; Oli sobre llenç; 62 x 50 cm.; 1580 circa; Pollok House; Glasgow
Gregorio Marañón opina aquesta dona (fos o no la seva amant o la seva esposa) va impressionar tant a El Greco que gairebé tots els rostres femenins que va pintar posteriorment tenen una propera o una llunyana semblança amb aquest retrat, com si l'hagués repetit de memòria una vegada i una altra.
La peça d'ermini i el puny estan realitzats amb una tècnica fresca i il·lusionista, realment magistral. A la part superior del seu pentinat, consistent en tres files de petits rínxols, sobresurt un petit llaç vermell. El rostre, d'un suau modelatge, té un lleu to rosat. Els llavis són de color rosa natural, els ulls molt negres i les celles obscures. El vestit negre només és visible a les mànigues i al costat esquerre, darrere el coll. En netejar el quadre l'any 1952 va aparèixer una motllura, que segurament va ser suprimida pel mateix artista, perquè està mancada de sentit.

## Procedència
- Serafín García de la Huerta, Madrid.
- Galeria Española del Louvre, París; (1838, nº.259)
- Louis Philippe (venda a Londres, l'any 1853, nº.32, com a "filla de l'artista")
- adquirit per Sir John Stirling-Maxwell.

## Còpies
- No es coneix cap còpia ni cap variant antiga d'aquest magnífic retrat.